# Мярьямаа
Мя́рьямаа (эст. Märjamaa) — городской посёлок в уезде Рапламаа, Эстония. Является административным центром волости Мярьямаа.

## География и описание
Посёлок расположен у шоссе Таллин—Пярну. Находится на расстоянии  22 километров к юго-западу от уездного центра — города Рапла. Высота над уровнем моря — 46 метров.
Официальный язык — эстонский. Почтовые индексы — 78301, 78302, 78304, 78305.

## Население
По данным переписи населения 2011 года в Мярьямаа проживал 2821 человек, из них 2770 (98,2 %) — эстонцы.
По данным переписи населения 2021 года, в посёлке насчитывалось 2617 жителей, из них 2551 (97,7 %) — эстонцы.
Численность населения посёлка Мярьямаа:
| Год  | 1922 | 1934  | 1989   | 2000   | 2011   | 2021   |
| ---- | ---- | ----- | ------ | ------ | ------ | ------ |
| Чел. | 191  | ↗ 377 | ↗ 3294 | ↘ 3088 | ↘ 2821 | ↘ 2617 |

## История
Первое упоминание о Мярьямаа относится к 1364 году.
В 1765 году упоминается Merjama, в (примерно) 1900 году — деревня Мерьяма.
Посёлок возник вокруг церкви на мызных и церковных землях в середине 19-го столетия. Этому способствовало удачное расположение на одном из крупных дорожных узлов в Западной Эстонии. В 1849 году в посёлке была открыта больница, в 1852 году — аптека, в 1864 году — школа. Здесь также располагался волостной дом, здание почты, мировой суд и другие официальные учреждения. Своеобразным было большое число питейных заведений в Мярьямаа в то время: в границы посёлка вошли рыцарские мызы Геймар (Хаймре), Сеткюль (Сытке), Розенталь (Оргита), Касти и церковная мыза Мярьямаа, и у каждой из них в посёлке была своя корчма.
В результате крестьянских волнений в декабре 1905 года в пожарах погибло большинство мыз прихода Мярьямаа: Хаймре, Сытке, Оргита, Касти, Мыйзамаа, Валгу, Паэкюла, Конувере, Сипа и Мярьямаа. Военный суд генерала Безобразова 25 января 1906 года в волостном доме Мярьямаа назначил наказания восставшим. Под судом было 135 мужчин, из них 11 были приговорены к смерти и 79 — к телесному наказанию. Среди казнённых был один из самых сильных людей Ляэнемаа, партнёр по тренировкам знаменитого Георга Луриха — Тынис Эрвин из деревни Велизе. Когда было зачитано судебное решение, он, в железных оковах, хотел наброситься на Безобразова. Генерал приказал связать ему руки за спиной несколькими узлами. Тынис Эрвин похоронен на кладбище Вигала.

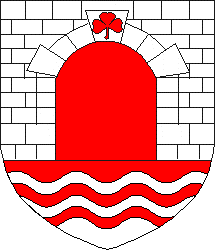
Герб Мярьямаа, бывший в использовании в 1995–2002 годах

В июле 1941 года в окрестностях Мярьямаа произошло одно из крупных сражений первого лета войны, в ходе которого тяжело пострадали Мярьямаа и деревни Сытке и Паэкюла.
Официальный статус посёлка Мярьямаа получил в 1945 году.
С 1950 по 1962 год посёлок был центром Мярьямаского района.
В 1931—1968 годах через посёлок проходила узкоколейная железная дорога Рапла—Виртсу. В то время это дало толчок увеличению числа жителей Мярьямаа.

## Инфраструктура
В посёлке есть детский сад, гимназия, Народный дом, крытый плавательный бассейн, два стадиона,  почтовое отделение, центр семейных врачей, зубной врач, больница, два торговых центра, предприятия по оказанию услуг, несколько магазинов, кафе и баров, небольшая открытая певческая эстрада.

## Достопримечательности
В Государственный регистр памятников культуры Эстонии внесены:
- здание бывшего железнодорожного вокзала Мярьямаа[14]  и его водонапорная башня[15];
- Марьямаская церковь — главная достопримечательность посёлка, церковь середины 14-го столетия, которая считается в Эстонии одной из деревенских церквей с самыми красивыми внутренними пропорциями[11][16];
- церковный сад[17];
- ограда церковного сада с воротами-монументом[18]. В 1932 году в восточной части церковного сада были установлены ворота, одновременно ставшие памятником погибшим в Освободительной войне. В годы советской власти ворота были переделаны, в 1989 году им вернули прежний вид[11];
- старинное кладбище Мярьямаа[19].

В южной части посёлка находится бывшая побочная мыза Неу-Мерьяма (Уус-Мярьямаа) (нем. Neu-Merjama, эст. Uus-Märjamaa mõis), которая отделилась от Мярьямаа в 1825 году.

## Происхождение топонима
Название Мярьямаа вызывает образ болотистой местности (märg ~ märja — «мокрая», maa — «земля»), в действительности, однако, дело обстоит совсем по-другому: в радиусе 5—7 километров вокруг посёлка нет каких-либо болот и водоёмов.

## Галерея

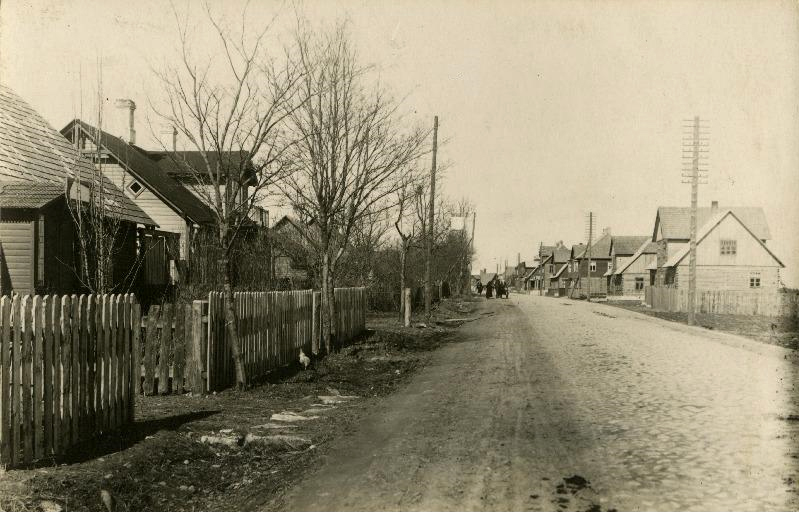
Мярьямаа в 1930 году
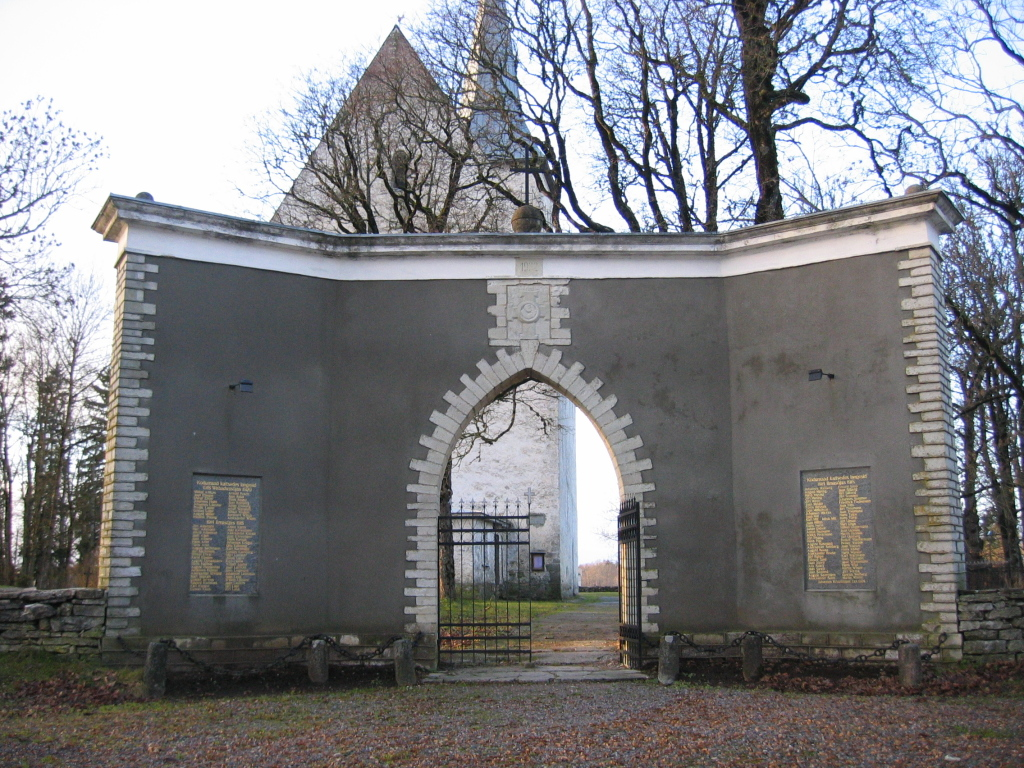
Памятный знак погибшим в Освободительной войне
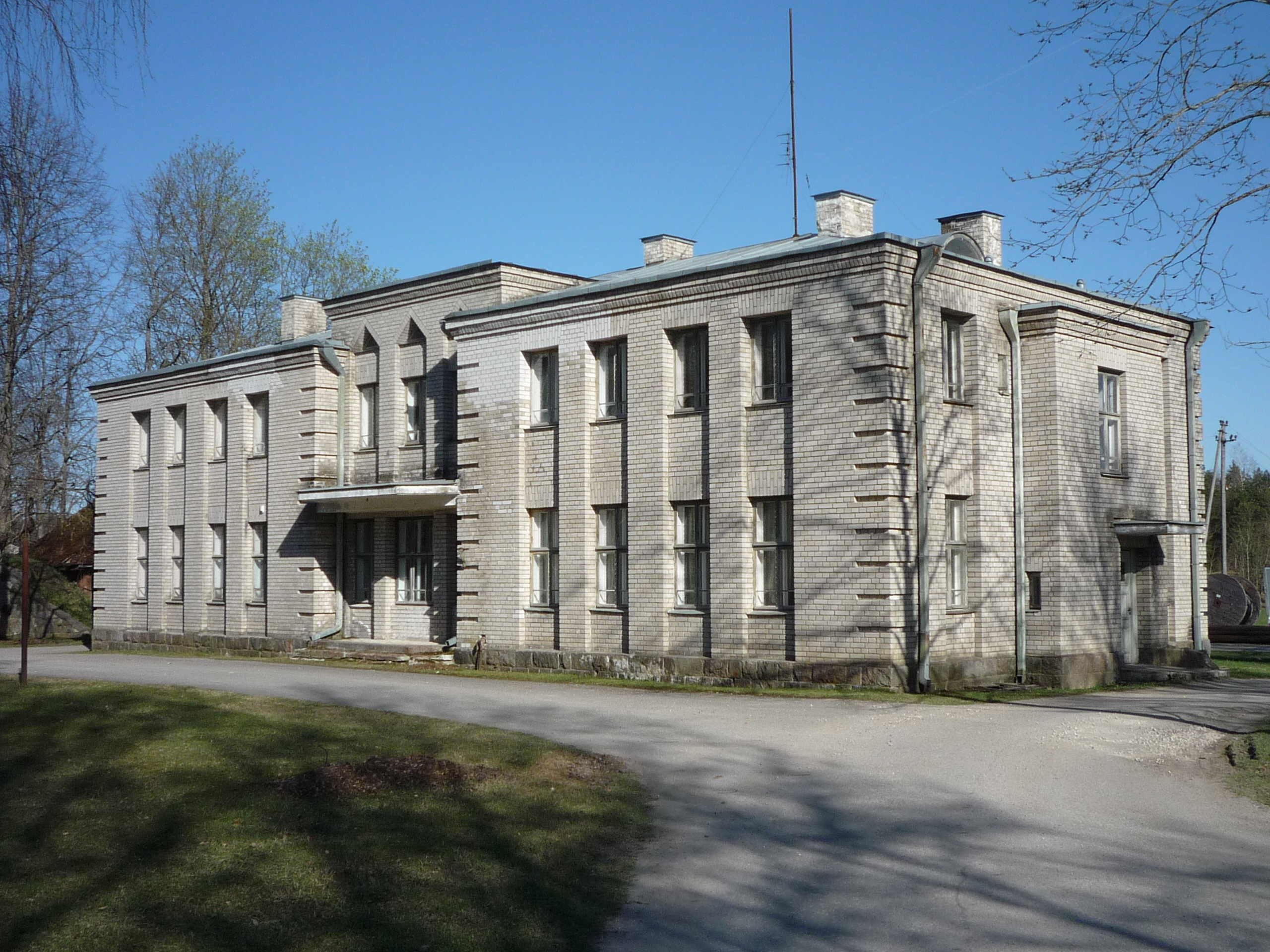
Бывшее здание железнодорожного вокзала Мярьямаа
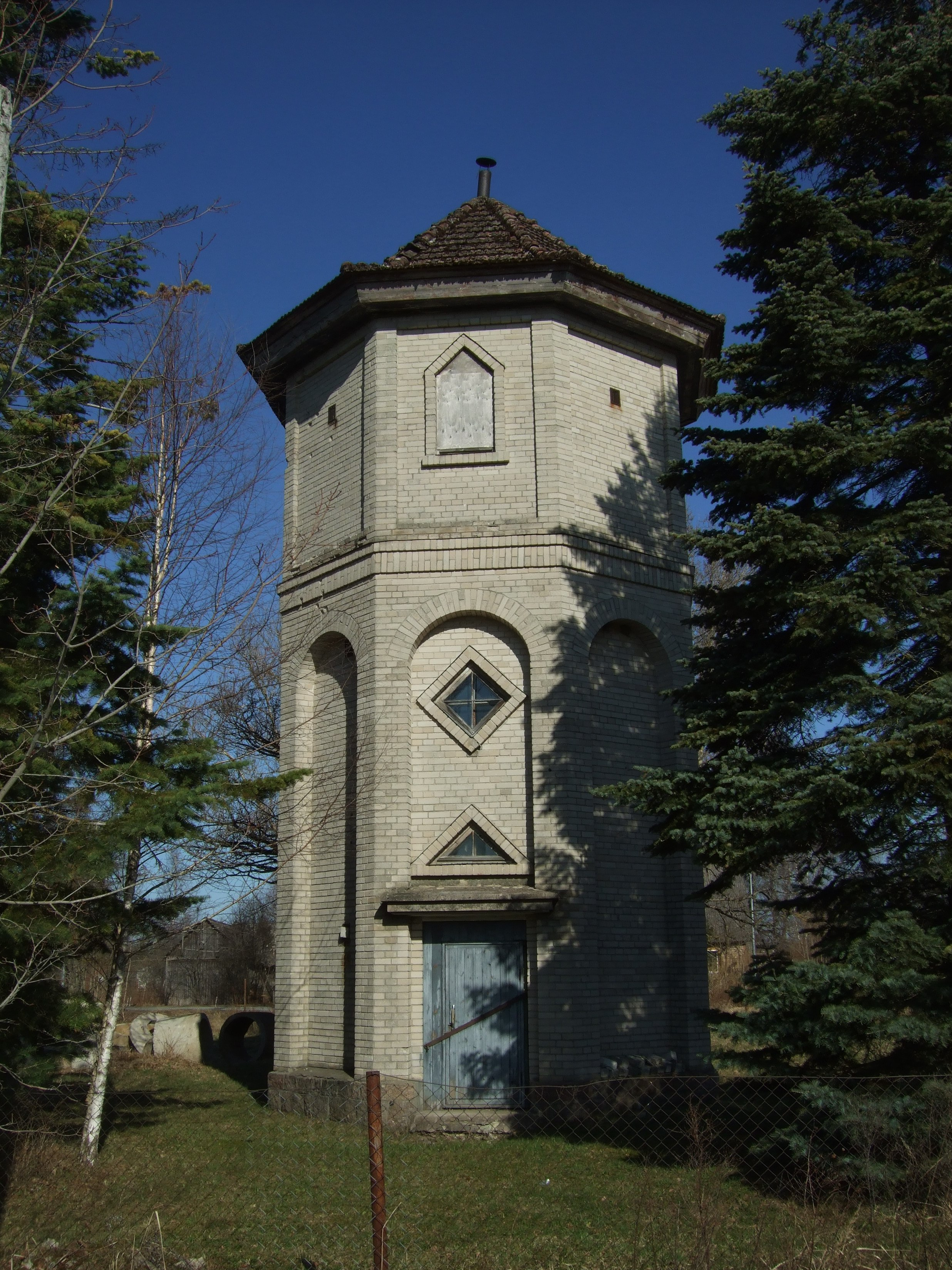
Водонапорная башня ж/д вокзала Мярьямаа